# Corsomyza brevicornis
Corsomyza brevicornis är en tvåvingeart som beskrevs av Hesse 1938. Corsomyza brevicornis ingår i släktet Corsomyza och familjen svävflugor. Inga underarter finns listade i Catalogue of Life.